# هالووین: رستاخیز (فیلم ۲۰۰۲)
هالووین: رستاخیز (انگلیسی: Halloween: Resurrection) فیلمی در ژانر ترسناک و اسلشر به کارگردانی ریک رزنتال است که در سال ۲۰۰۲ منتشر شد.

## بازیگران
- باستا رایمز
- بیانکا کایلیک
- توماس ایان نیکلاس
- رایان مریمان
- سین پاتریک توماس
- تایرا بنکس
- جیمی لی کرتیس
- کتی سکف
- لوک کیربی
- بیلی کی
- دیزی مک‌کرکین
- لورنا گیل
- ریک رزنتال
- ناتاشا مالته
- کایل لابین